# Ceny Thálie 2020
Ceny Thálie 2020 je 27. ročník udílení Cen Thálie, které udílí Herecká asociace za mimořádné výkony či celoživotní mistrovství v oblasti jevištního umění. Předsedové oborových porot v činohře, opeře, baletu a v muzikálu a operetě vyhlásili 24 nominovaných osobností 2. listopadu 2020. Vyhlašovací ceremoniál se uskutečnil v sobotu 14. listopadu 2020, ale kvůli pandemii covidu-19 nebyl v pražském Národním divadle, ale přes online stream. Byly uděleny i dvě nové ceny, a to Za mimořádný výkon v uplynulé sezoně v oboru loutkové divadlo a Za mimořádný výkon v uplynulé sezoně v oboru alternativní divadlo.

## Ceny a nominace
Při oficiálním večeru bylo vyhlášeno 15 laureátů:

### Činohra – ženský výkon
- Tereza Groszmannová (role: Mirandolína, Mirandolína, režie: Peter Gábor, Národní divadlo Brno)
  - Jitka Hlaváčová (role: Kostelnička Buryjovka, Její pastorkyňa, režie: Michal Zetel, Slovácké divadlo, Uherské Hradiště)
  - Petra Kocmanová (role: Emily, Kočka v oreganu, režie: Petr Svojtka, Komorní scéna Aréna, Ostrava)

Širší nominace: Jiřina Bohdalová, Pavla Gajdošíková, Barbora Goldmannová, Petra Janečková, Anna Peřinová, Natálie Řehořová, Kamila Valůšková

### Činohra – mužský výkon
- Petr Štěpán (role: Satan, Ztracený ráj (Zpráva o člověku), režie: Dodo Gombár, Městské divadlo Brno)
  - Jakub Albrecht (role: Frantík, Bezruký Frantík, režie: kolektiv F. X. Kalba, Divadlo pod Palmovkou, Praha)
  - Jan Fišar (role: Dr. Vilém Rieger, Odcházení, režie: Vojtěch Štěpánek, Národní divadlo moravskoslezské, Ostrava)

Širší nominace: Jakub Burýšek, Miroslav Hanuš, Dušan Hřebíček, Zdeněk Julina, Norbert Lichý, Filip Richtermoc, Luboš Veselý

### Činohra – celoživotní mistrovství
- Josef Abrhám
- Hana Bauerová

### Balet – ženský výkon
Balet, pantomima nebo jiný tanečně dramatický žánr:
- Alina Nanu (role: Taťána,  Oněgin, Národní divadlo, Praha)
  - Irina Burduja (role: Olga, Oněgin, Národní divadlo, Praha)
  - Frederika Kvačáková (role: Frida 1, Frida, Severočeské divadlo, Ústí nad Labem)

Širší nominace: Helena Arenbergerová, Tereza Hloušková, Yui Kyotani, Nikola Márová, Kristýna Němečková, Rita Pires, Klaudia Radačovská

### Balet – mužský výkon
Balet, pantomima nebo jiný tanečně dramatický žánr:
- Ondřej Vinklát (role: Josef K., Proces, Národní divadlo, Praha)
  - Michal Heriban (sólová role Panoptikum, Lenka Vagnerová & Company Praha)
  - Patrik Holeček (role: Oněgin, Oněgin, Národní divadlo, Praha)

Širší nominace: Rory Ferguson, Alexandr Kacapov, Viktor Konvalinka, Zdeněk Mládek, Koki Nishioka, Jakub Rašek, Matěj Šust

### Balet – celoživotní mistrovství
- Aneta Voleská

### Opereta, muzikál – ženský výkon
Muzikál, opereta nebo jiný hudebnědramatický žánr:
- Erika Stárková (role: Dívka, Lazarus, režie: Marián Amsler, Městská divadla pražská – Divadlo Komedie, Praha)
  - Michaela Štiková Gemrotová (role: Elisabeth, Elisabeth, režie: Lumír Olšovský, Divadlo Josefa Kajetána Tyla, Plzeň)
  - Markéta Sedláčková (role: Donna Sheridanová, Mamma Mia!, režie: Petr Gazdík, Městské divadlo Brno)

Širší nominace: Soňa Hanzlíčková, Pavlína Hejcmanová, Kateřina Herčíková, Dita Hořínková, Dagmar Křížová, Eliška Ochmanová, Martina Vlčková

### Opereta, muzikál – mužský výkon
Muzikál, opereta nebo jiný hudebnědramatický žánr:
- Pavel Režný (role: Smrt, Elisabeth, režie: Lumír Olšovský, Divadlo Josefa Kajetána Tyla, Plzeň)
  - Tomáš Savka (role: Jamie Wellerstein, Pět let zpět, režie: Janka Ryšánek Schmiedtová, Národní divadlo moravskoslezské, Ostrava)
  - Tomáš Šulaj (role: Billy Flynn, Chicago, režie: Linda Keprtová, Slovácké divadlo, Uherské Hradiště)

Širší nominace: Pavel Klimenda, Štěpán Komárek, Jan Kříž, Lukáš Ondruš, Přemysl Pálek, Ondřej Ruml, Roman Tomeš

### Opereta, muzikál – celoživotní mistrovství
- Hana Talpová

Cenu předal: Ladislav Županič

### Opera – ženský výkon
- Jana Šrejma Kačírková (role: Julietta, Tři fragmenty z Juliette, režie: David Radok, Národní divadlo Brno)
  - Jana Sibera (role: Violetta, La traviata, režie: Jana Andělová Pletichová, Slezské divadlo, Opava)
  - Kristýna Vylíčilová (role: Míkal, Saul, režie: Tomáš Ondřej Pilař, Hudební festival Znojmo)

Širší nominace: Markéta Böhmová, Markéta Cukrová, Monika Jägerová, Václava Krejčí Housková, Martina Masaryková, Lenka Pavlovič, Marta Reichelová

### Opera – mužský výkon
- Lukáš Zeman (role: Hrabě Almaviva, Figarova svatba, režie: Jana Andělová Pletichová, Slezské divadlo, Opava)
  - Pavel Klečka (role: Giorgio Germont, La traviata, režie: Jana Andělová Pletichová, Slezské divadlo, Opava)
  - Richard Samek (role: Princ, Rusalka, režie: Radovan Lipus, Národní divadlo moravskoslezské, Ostrava)

Širší nominace: Jaroslav Březina, Václav Čížek, Jan Hnyk, Daniel Matoušek, Josef Moravec, Jaromír Nosek, František Zahradníček

### Opera – celoživotní mistrovství
- Jan Malík

Cenu předal: Ondřej Kepka

### Loutkové divadlo
- Ondřej Nosálek (role: Zátopek, Zá-to-pek, režie: Jan Jirků, Divadlo Minor, Praha)
  - Petr Borovský (Jenovéfa, režie: Tomáš Dvořák, Divadlo Alfa, Plzeň)
  - Dora Bouzková (Nedopečený koláček, režie: Dora Bouzková a Bára Čechová, Loutky bez hranic, Praha)
  - Karel Růžička (role: Haryk, Fuj je to!, režie: Michaela Homolová, Divadlo loutek Ostrava)
  - Johana Schmidtmajerová (role: Dana Zátopková, Zá-to-pek, režie: Jan Jirků, Divadlo Minor, Praha)

Širší nominace: Vít Brukner, Milan Hajn, František Hnilička, Dominik Linka, Jazmína Piktorová

### Alternativní divadlo
- Jakub Gottwald (performerský výkon, Ur-fascism, režie: Jakub Gottwald, STK Theatre Concept, Plzeň)
  - Jiří Kniha (Jenom matky vědí, o čem ten život je, režie: Barbara Herz, A studio Rubín, Praha)
  - Nela Husták Kornetová (performerský výkon, Tumor: karcinogenní romance, režie: Nela Husták Kornetová, A studio Rubín, Praha)
  - Michal Kraus (role: Werther, Utrpení mladého Werthera, režie: Jakub Čermák, Horácké divadlo, Jihlava)
  - Petr Vančura (performerský výkon, Putinovi agenti, režie: Petra Tejnorová, Jatka 78, Praha)

Širší nominace: Martin Dohnal, Radka Fidlerová, Zuzana Onufráková, Lucie Roznětínská, Vojta Švejda

### Zvláštní cena Kolegia
Zvláštní cena Kolegia pro udělování Cen Thálie za mimořádný umělecký přínos českému divadelnímu umění:
- Jaroslav Vostrý – dramatik, divadelní teoretik, historik, režisér, dramaturg, publicista a kritik

Cenu předal: Ondřej Vetchý

### Cena Thálie pro činoherce do 33 let
- Josef Láska (Východočeské divadlo, Pardubice)

Cenu předala: Barbora Munzarová

### Cena Thálie za šíření divadelního umění v televizi
- Josef Špelda

Cenu předal: Ondřej Šrámek